# جهاد عشقی
جهاد عشقی یا جهاد رومئو، جهادی است که در آن پسران جوان و مردان مسلمان برای جذب دختران غیرمسلمان و مسلمان کردن آن‌ها وانمود می‌کنند که عاشق زن یا دختر هدف خود شده‌اند. در حالی که مواردی از این نوع جهاد در کشورهایی مانند بریتانیا گزارش شده‌است، این عنوان بیشتر معطوف به جامعه هند است که با نگرانی نهادهای هندو، سیک، و مسیحی در آن کشور مواجه شده‌است. نهادهای اسلامی در ایالت کرالا این اتهام را رد کرده‌اند. مقامات هند در سال ۲۰۰۹ این اتهامات را به صورت جدی در ایالت‌های کرالا و کارناتاکا بررسی کردند ولی هیچ گونه شواهدی مبنی بر فعالیت برنامه‌ریزی شده در این تحقیقات بدست نیامد. در ژانویه ۲۰۱۲ پلیس کرالا اعلام کرد که جهاد عشقی هیچ مبنایی ندارد و در عوض علیه تارنمای هندوجاگروتی برای نفرت پراکنی دینی و نشر دروغ شکایت کرد. جنجال‌های ناشی از این پرونده در سطح بین‌المللی مورد توجه قرار گرفت.

## فراگیری
گفته می‌شود که جهاد عشقی در منطقه ساحلی کارناتاکا و کرالا انجام می‌شده‌است. نهاد بنیادگرای مسلمان به نام جبهه محبوب هند به تشویق این فعالیت متهم شده‌است. بنابر اعلام کنسول کشیش‌های کاتولیک کرالا حدود ۴۵۰۰ دختر در این جهاد هدف قرار گرفته شده بودند، در حالی که وب سایت هندو جاناجاگروتی اعلام کرده‌است که ۳۰۰۰۰ دختر تنها در منطقه کرناتاکا در پی این نوع جهاد به اسلام گرویده‌اند. ولاپالی ناتستان مسئول مؤسسه سری نارایانا اعلام کرده‌است که جوامع نارایانا مواردی از تلاش برای جهاد عشقی گزارش شده‌است. در کرالا، برخی از فیلم‌های سینمایی متهم به ترویج جهاد عشقی شده‌اند، اتهامی که توسط کارگردان‌ها رد شده‌است. علاوه بر این گزارش‌ها فعالیت‌هایی مشابه در کشورهای پاکستان و بریتانیا نیز گزارش شده‌است.

## بازجویی رسمی
در اکتبر سال ۲۰۰۹ ایالت کارناتاکا اعلام کرد که قصد مقابله با جهاد عشقی که به مسئله‌ای جدی است را دارد. یک هفته پس از این اعلام موضع، دولت دستور رسیدگی و بازجویی را داد تا مشخص شود که آیا مرکزی با برنامه‌ریزی و حمایت مالی چنین جهادی را حمایت می‌کند. یک زن که به اسلام گرویده بود در زمان بازجویی، به خانواده اش بازگردانده شد ولی در نهایت با رد این مدعا که تحت فشار به اسلام گرویده بوده‌است توانست به منزل همسرش بازگردد. در آوریل ۲۰۱۰ پلیس از نام جهاد عشقی برای آدم‌ربایی، تغییر دین اجباری و ازدواج دختر مدرسه‌ای هفده ساله اهل میسور استفاده کرد.
در پی انتشار یک آگهی در کرلا که ظاهراً متعلق به سازمان شری رام سنا بود، پلیس ایالتی به بررسی حضور سازمانی با نام جهاد عشقی در منطقه پرداخت. در اکتبر سال ۲۰۰۹ پس از بررسی‌های پلیس در رابطه با مسئله جهاد عشقی اعلام کرد که سازمان یا نهادی با نام جهاد عشقی وجود ندارد ولی شواهدی برای تلاش‌های جدی برای متقاعد کردن دختران برای تغییر دین به اسلام برای ازدواج کردن با مردهای مسلمان وجود دارد. گزارش‌هایی تأیید نشده از حمایت مالی یک شبکه خارجی از جهاد عشقی منتشر شد در حالی که نبود شواهدی مبنی بر وجود چنین حمایت‌های مالی از سوی نهادهای خارجی مورد تأیید قرار گرفت. در همان سال دفتر تحقیقات جنایی کرناتاکا اعلام کرد که تحقیق در این مورد ادامه خواهد داشت هرچند شواهدی در تأیید این قضیه وجود ندارد. با این حال در همان سال، دادگاه عالی کرلا از بازداشت جوان مسلمانی که با زور دو دختر دانشجو را مجبور به تغییر دین خود به اسلام کرده بود خبر داد. بنابر گزارش پلیس در دوره چهار ساله حدود ۳۰۰۰ دختر با این روش مجبور به تغییر دین خود شده‌اند. در این گزارش آمده‌است که شواهدی مبنی بر تغییر دین همراه با زور با وانمود کردن به عشق دیده شده‌است، که برای جلوگیری از چنین اعمال فریبکارانه‌ای نیاز به دخالت قانونی است. این گزارش‌ها با گزارش‌های دولت مرکزی در تعارض هستند. در ابتدای سال ۲۰۱۰ دولت مرکزی به دادگاه عالی کرناتاکا اعلام کرد که هرچند شمار زیادی از دختران هندو به اسلام گرویده‌اند ولی شواهدی مبنی بر سازمان یافته بودن این اقدامات وجود ندارد. همچنین برای ممنوع شدن استفاده از واژه جهاد عشقی یا جهاد رومئو امضاهایی جمع‌آوری شده هرچند مورد توافق مقام‌های کرلا قرار نگرفت.

## واکنش‌ها
نهادهای مختلفی از پیروان مسیحیت و هندویسم علیه جهاد عشقی متحد شدند. یک نهاد هندو خط تلفنی را برای کمک به قربانیان و آگاهی بخشی در مورد جهاد عشقی راه انداز کرد که در سه ماه ۱۵۰۰ تماس تلفنی مرتبط با جهاد عشقی با این مرکز برقرار شد. اتحادیه خبری آسیایی کاتولیک از این پدیده اعلام نگرانی کرده‌است. کنسول کشیش‌های کاتولیت کرلا به جامعه کاتولیک نسبت به این پدیده هشدار داده‌است. گروه راست‌گرای افراطی هندو، شری رام سنا، با توزیع آگهی نسبت به این پدیده هشدار داد. این گروه جنبشی ملی با نام «دخترانمان را نجات دهید، هند را نجات دهید» برای مقابله با جهاد عشقی را ایجاد کرد.
نهادهای اسلامی کرلا این جنبش‌ها را خبیث و شکل گرفته بر اساس اطلاعات نادرست خواند. یکی از اعضای جبهه محبوب هند، نصرالدین الماران نقش داشتن این جبهه در جهاد عشقی را انکار کرد و عنوان کرد که افرادی نیز به هندوییسم یا مسیحیت می‌گروند و تغییر دین جرم نیست. اعضای کمیته مرکزی مسلمانان در کرلا نیز مسیحی‌ها و هندوها را به جعل چنین موضوعی برای بدنام کردن اسلام متهم کرده‌اند.